# Енергетика Словенії

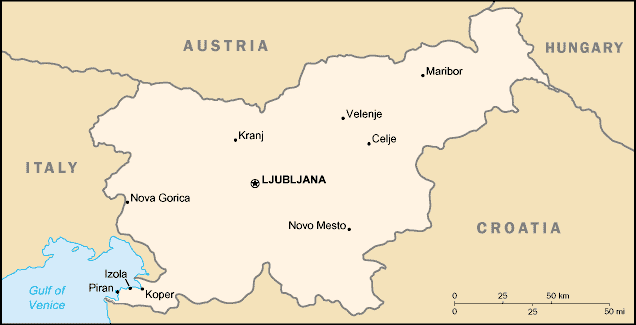
Місцезнаходження

Енергетика в Словенії включає виробництво, споживання, імпорт енергії та електроенергії в країні. Загальне енергопостачання первинної енергії (ТЕС) у Словенії у 2014 році становило 6,67 млн. тне. Того ж року споживання електроенергії становило 13,87 ТВт * год. 
Виробництво електроенергії відбувається в основному за рахунок атомної енергетики, гідроелектрики (кожна - 36,5%) та вугільної промисловості (21,6%). Інші незначні джерела включають сонячну енергію, біопаливо та природний газ. Словенія має значний імпорт та експорт електроенергії, чистий експорт у 2014 році складав близько 16% від виробництва.
Словенія є чистим імпортером енергії, що імпортує всі свої нафтопродукти (в основному для транспортної галузі) та природний газ.

## Огляд
Словенія імпортувала 49% свого енергоспоживання у 2009 році.
| Енергетика Словенії                                                                                                | Енергетика Словенії | Енергетика Словенії | Енергетика Словенії | Енергетика Словенії | Енергетика Словенії | Енергетика Словенії |
| | Споживання          | Первинна енергія    | Виробництво         | Імпорт              | Електрика           | CO2-викид           |
| | Мільйон             | TWh                 | TWh                 | TWh                 | TWh                 | Mt                  |
| --- | ------------------- | ------------------- | ------------------- | ------------------- | ------------------- | ------------------- |
| 2004 | 2.00                | 83                  | 40                  | 44                  | 13.65               | 15.60               |
| 2007 | 2.02                | 85                  | 40                  | 45                  | 14.41               | 15.92               |
| 2008 | 2.02                | 90                  | 43                  | 50                  | 13.99               | 16.73               |
| 2009 | 2.04                | 81                  | 41                  | 40                  | 12.45               | 15.15               |
| 2012 | 2.05                | 84                  | 44                  | 41                  | 13.97               | 15.26               |
| 2012R | 2.06                | 81                  | 41                  | 42                  | 13.94               | 14.63               |
| 2013 | 2.06                | 80                  | 41                  | 38                  | 14.08               | 14.34               |
| Зміна 2004-09 | 2.0%                | -2.8%               | 2.9%                | -9.0%               | -8.8%               | -2.9%               |
| Mtoe = 11.63 TWh, Первинна енергія включає втрати енергії 2012R = CO2 Критерії розрахунку змінилися, дані оновлено |                     |                     |                     |                     |                     |                     |

## Електроенергія
У 2008 році споживання електроенергії на мільйон людей в Словенії становило 6,1 ТВт-год порівняно з Іспанією 6,0 ТВт-год або Великою Британією 5,7 ТВт-год. 

## Відновлювальна енергія
За прогнозом Словенії, відновлювані джерела енергії задовольнять лише близько 40% споживання електроенергії в країні до 2020 року. Словенія - країна ЄС з найменшим прогнозом проникнення вітроенергетики до 2020 року: 1,3% споживання електроенергії, в той час як Ірландський план дій показує, що вітрова енергія задовольнить понад 36% потреб країни в електроенергії. Словенія має намір покрити свої зобов'язання ЄС з відновлювальної енергії 6,1 ТВт-год (2020 р.) переважно гідроенергією 5,1 ТВт-год та біомасою 0,7 ТВт-год. За підрахунками EWEA до 2020 року вітер може покрити 6% - 9% потреби в електроенергії. Нещодавно прийнятий тариф, що обмежує підтримку проектів потужністю 5 МВт і менше, може перешкоджати перспективам розвитку вітроенергетики.

## Зміна клімату
Викиди 1990 року становили 20 млн тон CO2eq, згідно Кіотського протоколу, це зниження на 2 млн тонн (-8%).